# Alexandre Dogiel
Alexandre Stanislavovitch Dogiel (en russe Александр Станиславович Догель), né en 1852 à Panevėžys (Poniewiech) (aujourd'hui en Lituanie) et mort en 1922 à Saint-Pétersbourg (Russie) est un histologiste et neuroscientifique russe.

## Résumé biographique
Il fait ses études à l'université de Kazan où il obtient son diplôme en 1883. Il inaugure sa carrière en 1885 comme moniteur en embryologie. Puis il enseigne et pratique l'histologie, d'abord à Tomsk à partir de 1888, puis dès 1892 à l'Institut médical féminin de Saint-Pétersbourg où il se voit confier l'organisation du laboratoire d'histologie. Il est le fondateur du journal Archives russes d'anatomie, d'histologie et d'embryologie (Рус. архив анатомии, гистологии и эмбриологии). 
Dogiel a vécu et travaillé dans un certain isolement, publiant rarement mais avec autorité des articles longs et richement illustrés. Ses travaux ont porté sur les anomalies dégénératives et régénératives de la jonction neuro-musculaire, les fuseaux neuro-musculaires et les différentes catégories cellulaires au sein du système nerveux central. Il fait preuve d'une étonnante maîtrise des techniques de coloration argentique et certaines de ses illustrations sont proches par leurs détails des images que l'on peut obtenir à l'aide du microscope électronique de faible puissance.
Dogiel est une figure importante de l'histologie russe. Il a formé à cette spécialité des scientifiques russes de renom tels que Bechterew, Baboukine, Yakulovitch, et Doïnikov, mais n'alla jamais rendre visite à ses collègues d'Europe occidentale.

## Ses travaux principaux
- (de) Die sensiblen Nervenendigungen im Herzen und in den Blutgefässen der Säugethiere. Archiv für Mikroskopische Anatomie 1898; 52: 44-70.
- (de) Die Endigungen des sensiblen Nerven in den Augenmuskeln und deren Sehnen beim Menschen und den Saugietieren. Arch Mikr Anat 1906; 68 : 501-22.
- (de) Der Bau der Spinalganglien des Menschen und der Säugetiere. Jena: Fischer, 1908

## Éponymie
Alexandre Dogiel a laissé son nom aux neurones bipolaires des ganglions spinaux, les « cellules en T de Dogiel ».